# Rebecca Adlington
Rebecca Adlington (født 17. februar 1989 i Mansfield, Nottinghamshire, England) er en engelsk svømmer, som vandt to olympiske guldmedaljer ved Sommer-OL 2008 i Beijing og to Bronzemedaljer ved Sommer-OL 2012 i London.